# Eddie Fenech Adami
Edward Fenech Adami, detto Eddie (Birchircara, 7 febbraio 1934) è un politico maltese, primo ministro dal 1987 al 1996 e dal 1998 al 2004, e settimo presidente della repubblica dal 2004 al 2009.
Fenech Adami ha guidato il suo partito alla vittoria in cinque elezioni, nel 1981, 1987, 1992, 1998 e 2003. Fenech Adami è stato il primo ministro maltese più a lungo in carica dall'indipendenza di Malta ed è stato fondamentale per l'adesione di Malta all'Unione europea.
In origine avvocato, Fenech Adami è stato cooptato deputato al Parlamento maltese nel 1969. Ha ricoperto diverse posizioni di alto livello, incluso come presidente del Consiglio amministrativo e generale, ed è stato scelto per succedere al Giorgio Borġ Olivier a capo del partito. Dall'aprile 1977 in poi, Fenech Adami guidò l'opposizione nazionalista in una campagna di disobbedienza civile contro le amministrazioni Mintoff e Mifsud Bonnici della fine degli anni Settanta e Ottanta, concentrandosi su un messaggio di rispetto dei principi democratici e dei diritti umani.
Dopo essere salito al potere nel 1987, Fenech Adami iniziò una politica di riconciliazione nazionale, avviando una serie di riforme per la liberalizzazione politica ed economica tese a far fronte alla disoccupazione elevata e ai problemi delle isole dopo sedici anni di politiche socialiste tramite la deregolamentazione, la flessibilità nel mercato del lavoro, la ricostruzione delle infrastrutture fisiche del paese e la privatizzazione delle società pubbliche. I settori delle comunicazioni, dei servizi finanziari e bancari sono stati liberalizzati o privatizzati. Malta iniziò inoltre il cammino verso l'adesione all'UE, presentando domanda formale di adesione nel 1990.
Fenech Adami fu rieletto con una modesta maggioranza nel 1992; la sua popolarità, tuttavia, vacillò durante il suo secondo mandato tra ulteriori riforme economiche, in particolare l'introduzione dell'IVA (una riforma impopolare richiesta per l'ingresso nell'UE) e il rebranding del principale partito di opposizione con un nuovo e più dinamico leader, Alfred Sant. Dopo aver perso il potere nel 1996, Fenech Adami tornò primo ministro entro ventidue mesi, con la sconfitta laburista alle elezioni anticipate. Invertendo le politiche economiche impopolari del Partito Laburista, Fenech Adami riattivò la domanda di adesione all'UE di Malta e avviò ulteriori riforme economiche.
Fenech Adami guidò con successo la campagna referendaria per l'adesione all'UE del 2003 e vinse le elezioni successive. Ha firmato il trattato di adesione di Malta con l'Unione europea e ha rappresentato Malta in vari vertici e riunioni del Commonwealth dell'UE. Fenech Adami si è dimesso da capo del Partito nazionalista nel febbraio 2004, lasciando anche il seggio parlamentare nel marzo 2004. È diventato il settimo presidente della repubblica di Malta nell'aprile 2004.

## Formazione e carriera professionale
Fenech Adami è nato a Birchircara, figlio di Josephine Pace, e Luigi Fenech Adami, funzionario doganale. Il quarto di cinque figli, la sua prima infanzia è stata caratterizzata dalle incursioni aeree e dalle deprivazioni durante la seconda guerra mondiale .
Ha iniziato la sua formazione al St Aloysius' College dei gesuiti di Birchircara, e alla Royal University of Malta, studiando economia, classici e legge. Fu chiamato al bar nel 1959 e iniziò la sua carriera nei tribunali.
È stato sposato con Mary Sciberras, morta nel 2011. La coppia ebbe cinque figli: John, Beppe (deputato nazionalista), Michael (consigliere locale nazionalista a Birchircara), Maria e Luigi.

## Carriera politica
Fenech Adami si unì al Partito nazionalista nei primi anni sessanta, prima come funzionario di collegio, poi come presidente dei consigli amministrativi e generali, vice segretario generale ed editore del suo giornale Il-Poplu. Ha contestato due campagne infruttuose nel 1962 e nel 1966, venendo infine eletto deputato al Parlamento nel 1969 a seguito di una elezione suppletiva per il seggio vacante di Ġorġ Caruana. Il primo ministro George Borġ Olivier fu determinante nella scelta di cooptare Fenech Adami in Parlamento.
Credendo che l'amministrazione Borġ Olivier avrebbe dovuto cogliere l'iniziativa, Fenech Adami supplicò Borġ Olivier di fare un rimpasto di governo e indire elezioni anticipate nel 1970, quando gli inglesi stavano negoziando il rinnovo dell'accordo finanziario e di difesa delle isole.
Il Partito nazionalista ritornò all'opposizione nel 1971, con i club locali del Partito vandalizzati o distrutti - una tendenza alla violenza politica che continuò fino alla fine degli anni Ottanta. Fenech Adami è stato portavoce dell'opposizione sui rapporti di lavoro e sui servizi sociali. La sua fragilità politica raggiunse l'apice con l'accordo con Mintoff per dichiarare una repubblica maltese nel 1974, senza consultare l'elettorato; all'epoca, Guido de Marco lo definì "un inaccettabile atto di tradimento".  La crescente debolezza di Borġ Olivier portò a una successiva sconfitta elettorale nel 1976. Fenech Adami resistette fermamente alla proposta del Partito di abolire l'imposta sul reddito.  Con la sconfitta in due successive elezioni, la fronda interna al partito guidata da de Marco costrinse nel 1977 Borġ Olivier a dimettersi e accettare un leader designato in sua vece.

## Capo del Partito nazionalista
Fenice Adami, un nuovo arrivato relativamente al Partito, contestò le elezioni interne del partito contro altri due parlamentari affermati, Ċensu Tabone e Guido de Marco nell'aprile 1977. Fenech Adami ottenne una schiacciante maggioranza dei due terzi; alla sua elezione, Fenech Adami scelse di mantenere i suoi due rivali in ruoli di spicco nel partito. Fenech Adami iniziò immediatamente a riformare il Partito nazionalista, adattandosi alle esigenze di un elettorato socialmente più consapevole. Questo processo di modernizzazione attrasse un nuovo e più giovane elettorato verso il partito.
Il 15 ottobre 1979, dopo aver sentito voci su un attentato alla vita di Dom Mintoff, un folto gruppo attaccò e incendiò i locali e le macchine da stampa del quotidiano indipendente, The Times of Malta. La sommossa continuò con il saccheggio di vari club del Partito nazionalista e della residenza privata di Fenech Adami a Birchircara. I vicini di Fenech Adami si chiusero a chiave nelle loro case non appena udirono il trambusto. Ritornando a casa da Messa, Mary Fenech Adami rimase scioccata dal caos: la porta d'ingresso era spalancata, con dieci uomini che saccheggiavano oggetti di valore e rubavano cimeli, rompendo porte e persiane in vetro, lanciando libri e mobili fuori sulla strada. I teppisti avevano mazze di legno, che sembravano gambe di tavoli segate.  Le sei stanze che formano il piano terra della residenza Fenech Adami erano completamente demolite. Mary Fenech Adami è stata attaccata e sbattuta contro un muro. I suoi orecchini le sono stati strappati via, e le è stato dato un pugno sul petto e sul viso. Fu quindi presa a calci e spinta in strada.  Mary Fenech Adami, i suoi quattro figli e sua suocera fuggirono solo salendo al terzo piano della loro casa e saltando da lì nella casa di un vicino.  Questi incidenti segnarono un'escalation di violenza nelle isole e divennero noti come <i id="mwfQ">Black Monday</i>.  L'attacco consolidò la leadership di Fenech Adami, con un mass meeting tenuto fuori dalla residenza di Fenech Adami che attirò una delle più grandi folle di sempre, segnalando il cambiamento dell'umore nel paese.
Il Partito nazionalista ottenne la maggioranza dei voti nelle controverse elezioni del 1981, ma non la maggioranza dei seggi. Fenech Adami condusse una campagna di disobbedienza civile, boicottando ripetutamente il Parlamento dal 1981 al 1983, mentre si rinnovava la violenza politica contro il Partito nazionalista. I nazionalisti passarono al boicottaggio delle imprese amiche del governo, mettendo in ginocchio importanti sostenitori del Labour,  e costringendo così i laburisti a riconoscere la situazione anomala.  Nel marzo 1983, l'opposizione nazionalista tornò ai loro seggi in Parlamento per negoziare emendamenti costituzionali per impedire ulteriori risultati perversi nelle future elezioni.
Il 30 novembre 1986, i sostenitori del Partito nazionalista si radunarono sulla strada Tal-Barrani per dirigersi verso Żejtun, dove Fenech Adami doveva tenere un mass meeting. Ciò venne consentito solo dopo che il Partito ebbe fatto ricorso alla Corte costituzionale. La folla trovò la strada per Żejtun bloccata da massi, pali e pneumatici bruciati. Un gruppo di sostenitori del Labour, alcuni con passamontagna, iniziarono ad assalire la folla. La situazione precipitò con l'arrivo sul posto dell'Unità mobile speciale della polizia, che sparò gas lacrimogeni e proiettili di gomma contro i sostenitori del Partito nazionalista.  Ventitré persone rimasero ferite, molte delle quali trattate in una clinica d'emergenza improvvisata presso la sede del Partito a Pietà.
Tale incidente fu seguito un mese dopo dall'omicidio di Raymond Caruana, ucciso da un proiettile sparato contro la porta di un club del partito nazionalista a Gudja da attivisti laburisti. In Parlamento, Fenech Adami denunciò il crimine e il successivo arresto di Pietru Pawl Busuttil, attivista del Partito nazionalista incastrato per l'omicidio da parte della polizia. La sessione parlamentare e il discorso di Fenech Adami, formalmente dedicati alla legge di bilancio, vennero interrotti dai parlamentari laburisti , guidati dai ministri Wistin Abela e Lorry Sant, che arrivarono quasi ad assalirlo.

## Primo Ministro (1987-1996)

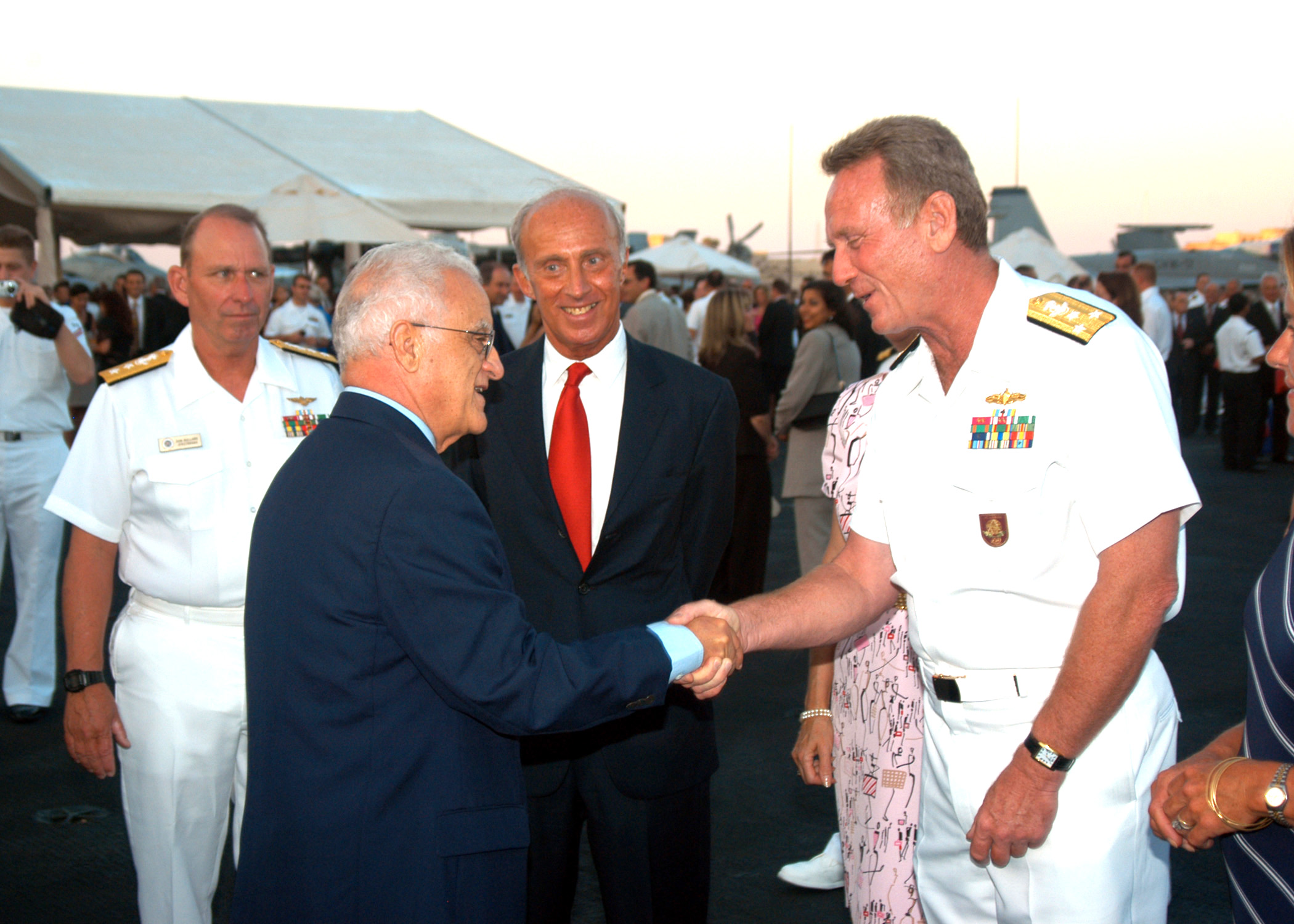
Edward Fenech Adami a bordo della portaerei USS John F. Kennedy (CV 67).

Labour e Nazionalisti si accordarono per modifiche costituzionali in base a cui al partito che ottiene la maggioranza assoluta dei voti sarebbe stata garantita a maggioranza parlamentare. Nel 1987, a seguito di una campagna elettorale di due mesi, il Partito nazionalista vinse le elezioni generali con una maggioranza di 5.000 voti.
Tra il 1987 e il 1992, Fenech Adami inaugurò un importante periodo di cambiamento a Malta. Le relazioni con l'estero furono ampliate, con Malta che iniziò la sua transizione verso una moderna democrazia europea. Sotto Fenech Adami, le isole presero un corso più filo-occidentale. Malta ha mantenuto i suoi legami economici e politici con la Libia di Gheddafi, intessuti sotto l'amministrazione socialista, ma il trattato di amicizia tra i due paesi venne rinegoziato, eliminando gli obblighi militari da entrambe le parti. Fenech Adami interruppe anche i collegamenti aerei di Malta con la Libia e onorò l'embargo delle Nazioni Unite verso il paese.
Le infrastrutture fisiche del paese vennero completamente rinnovate , con la ricostruzione di molte strade, la costruzione di un nuovo aeroporto, la realizzazione di impianti ad osmosi inversa e una nuova centrale elettrica, nonché la rimozione di licenze e quote di importazione. Le telecomunicazioni, i servizi finanziari e il settore bancario vennero liberalizzati o privatizzati. All'inizio degli anni novanta, Fenech Adami avviò il cammino per l'adesione di Malta alla Comunità economica europea. Ciò includeva la graduale rimozione dei dazi doganali e di importazione locali. Come primo ministro Fenech Adami avviò un certo numero di grazie presidenziali, tra cui una per Joseph Fenech, un noto criminale, testimone chiave in un processo per il tentato omicidio di Richard Cachia Caruana, allora assistente personale del primo ministro Fenech Adami.
Fenech Adami fu riconfermato Primo Ministro alle elezioni del febbraio 1992, con una maggioranza risicata. La graduale riduzione delle imposte sul reddito e la riduzione dei prelievi sugli scambi con i paesi della CEE avevano portato a una preoccupante riduzione delle entrate pubbliche. Al fine di garantire finanze pubbliche sostenibili, il governo nazionalista aveva introdotto un'imposta sul valore aggiunto (IVA).  L'IVA si è rivelata molto impopolare, con il nuovo leader del Partito laburista, Alfred Sant, che cavalcava un'ondata di insoddisfazione popolare alle riforme per l'integrazione europea. Lo scontento imprenditoriale e di importanti gruppi d'interesse come i cacciatori, e il nuovo dinamismo del Partito Laburista portarono Fenech Adami alla sconfitta nelle elezioni del 1996, con il Partito nazionalista che ottenne solo il 47,8% dei voti espressi.

## Capo dell'opposizione (1996-1998)

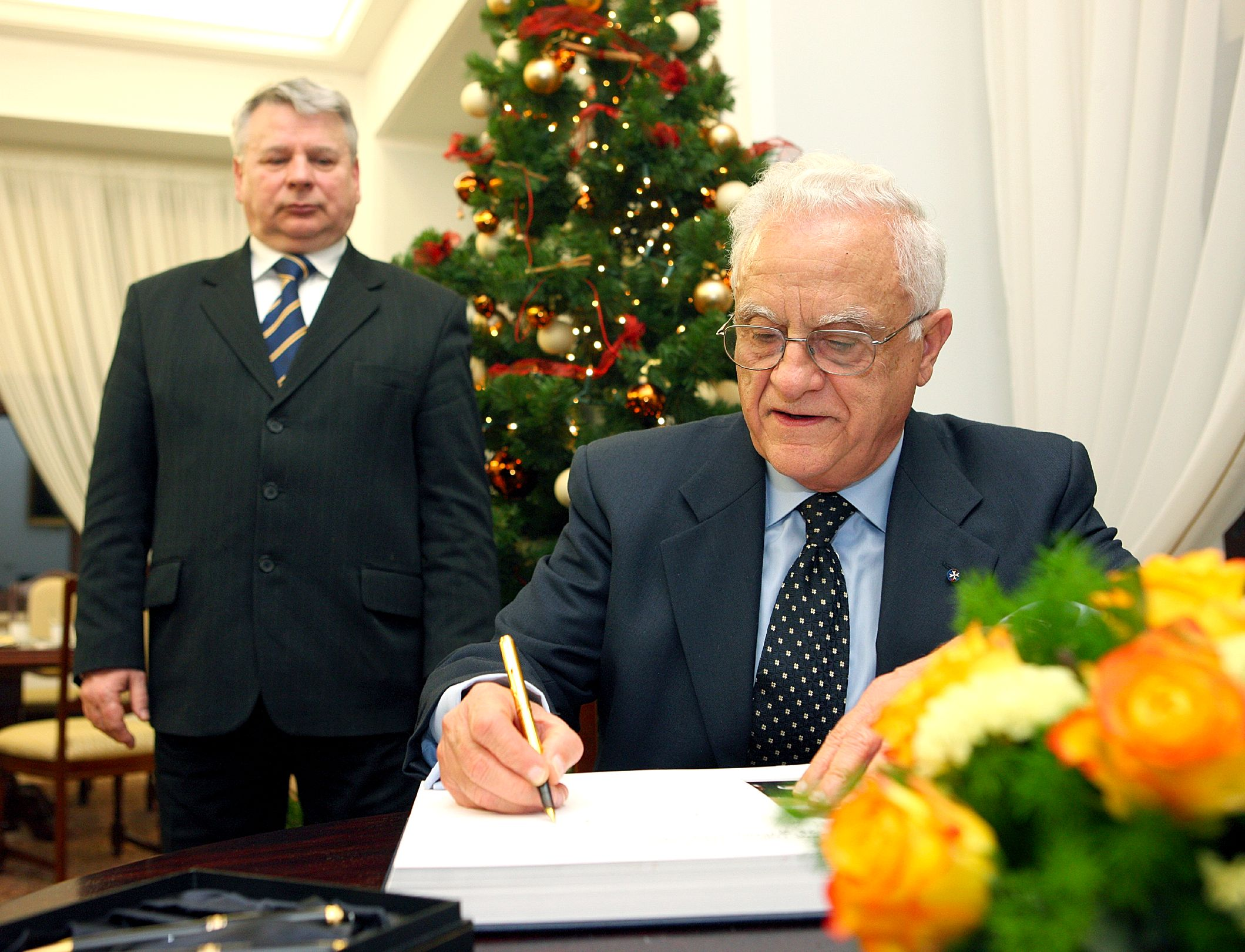
Il presidente Fenech Adami al Senato polacco.

Tra il 1996 e il 1998, Fenech Adami fu a capo dell'opposizione. Il governo laburista di Alfred Sant godeva della maggioranza di un solo voto in Parlamento, il che portò a un periodo di grave instabilità politica. Il Labour introdusse diverse politiche economiche, mantenendo l'impegno a rimuovere l'IVA sostituendola con un complesso sistema di tasse doganali e di accisa (CET), oltre a ulteriori tasse per contrastare la carenza di entrate e un aumento delle bollette. La delicata situazione, che vide le dimissioni del ministro delle finanze e di altri importanti membri del partito e del governo, fu ulteriormente complicata dalle azioni di Dom Mintoff.
Quest'ultimo, che era un sostenitore del governo di Sant, insorse contro il proprio governo. Incapace di contenere le proteste di Mintoff contro l'austero bilancio del 1997 e un progetto di riqualificazione del lungomare di Cottonera, il governo laburista indisse elezioni anticipate. Fenech Adami attrasse il voto degli indecisi, conquistando una maggioranza di 13.000 voti, e tornando in carica nel settembre 1998.

## Primo Ministro (1998-2004)

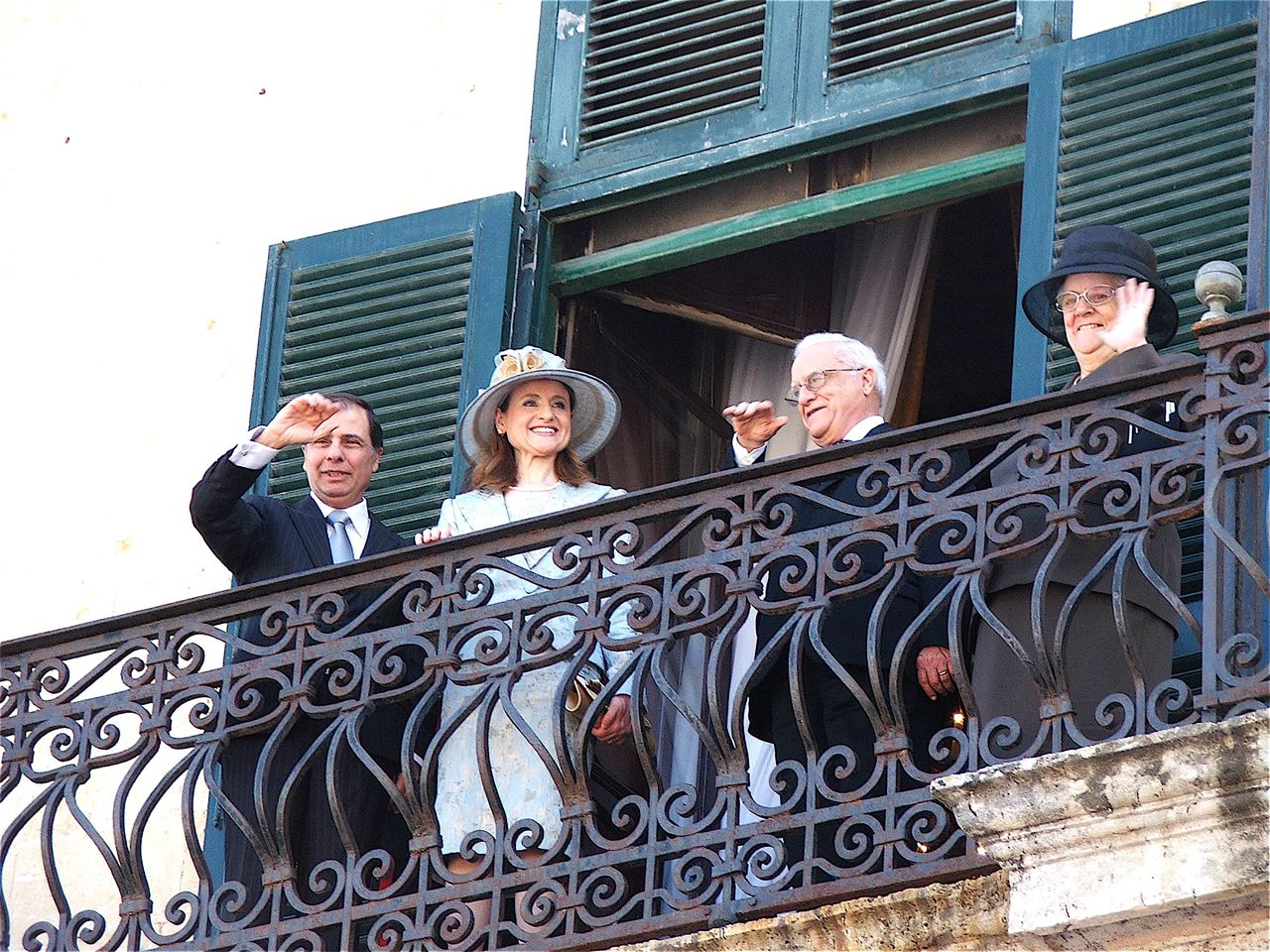
Fenech Adami saluta la folla in St. George's Square il giorno in cui il suo successore, George Abela, ha prestato giuramento.

La domanda di adesione di Malta dell'Unione Europea, che era stata sospesa dal precedente governo laburista, fu riattivata e i negoziati d'adesione si conclusero entro dicembre 2002. Fenech Adami guidò con successo la campagna referendaria per l'adesione all'UE del 2003 e vinse le elezioni successive. Ha firmato il trattato di adesione di Malta con l'Unione europea il 16 aprile 2003 e ha rappresentato Malta in vari vertici dell'UE e riunioni del Commonwealth . Nel dicembre 2003, ha ricevuto il premio European of the Year 2003. Fenech Adami ha rassegnato le dimissioni da Capo del Partito nazionalista nel febbraio 2004, lasciando il seggio parlamentare il 23 marzo 2004, diventando così il primo ministro più a lungo in carica dall'indipendenza di Malta.

## Presidente della Repubblica di Malta (2004-2009)
Dopo le sue dimissioni da Primo Ministro, Fenech Adami è stato nominato Presidente della Repubblica di Malta il 4 aprile 2004. Ha condotto un mandato di cinque anni, lasciando l'incarico il 4 aprile 2009, quando è stato sostituito da George Abela.

## Onorificenze

### Onorificenze straniere
Fenech Adami è inoltre membro onorario della Fondazione internazionale Raoul Wallenberg.